# Stazione di Montorsoli
La stazione di Montorsoli è una stazione ferroviaria della linea Faentina situata nella frazione di Montorsoli Stazione nel comune di Sesto Fiorentino della città metropolitana di Firenze.
Dal 2017 è in uso come posto di movimento.

## Storia
Fu riaperta come tutta la Ferrovia Faentina il 9 gennaio 1999 dopo oltre cinquant'anni di inutilizzo. Il servizio viaggiatori presso l'impianto fu disattivato nel 2007, un destino analogo agli impianti di Cercina, Mimmole, Fontebuona e Salviati.
Il 28 febbraio 2017 venne trasformata in posto di movimento.

## Strutture e impianti
La stazione dispone di un fabbricato viaggiatori di due piani. All'interno di esso erano presenti una sala di attesa e una biglietteria automatica.
La piazzale dispone di due binari:
- il primo usato per le precedenze e gli scambi;
- il secondo è quello di corsa.

Entrambi i binari dispongono di banchina e di pensiline.

## Servizi
- Biglietteria a sportello
- Sala d'attesa